# Riedi járás
A Ried-i járás Ausztriában, Felső-Ausztria tartományban található. Riedi járás Schärdingi, Grieskircheni, Vöcklabrucki és Braunau am Inn-i járásokkal határos. Lakosainak száma 61 850 fő (2021).

## A járáshoz tartozó települések
- Andrichsfurt
- Antiesenhofen
- Aurolzmünster
- Eberschwang
- Eitzing
- Geiersberg
- Geinberg
- Gurten
- Hohenzell
- Kirchdorf am Inn
- Kirchheim im Innkreis
- Lambrechten
- Lohnsburg am Kobernaußerwald
- Mehrnbach
- Mettmach
- Mörschwang
- Mühlheim am Inn
- Neuhofen im Innkreis
- Obernberg am Inn
- Ort im Innkreis
- Pattigham
- Peterskirchen
- Pramet
- Reichersberg
- Ried im Innkreis
- Schildorn
- Senftenbach
- Sankt Georgen bei Obernberg am Inn
- Sankt Marienkirchen am Hausruck
- Sankt Martin im Innkreis
- Taiskirchen im Innkreis
- Tumeltsham
- Utzenaich
- Waldzell
- Weilbach
- Wippenham